# Ryskie Muzeum Motoryzacji
Ryskie Muzeum Motoryzacji (łot. Rīgas motormuzejs) – muzeum, znajdujące się w Rydze, największe i najstarsze tego typu w krajach bałtyckich.
Muzeum zostało założone w 1989 roku przez Latvijas Antīko automobiļu kluba, od 1992 jest muzeum państwowym. Mieści położone jest w dzielnicy Mežciems, w budynku zaprojektowanym przez łotewskiego architekta Viktorsa Valgumsa. Gromadzi w swoich zbiorach ponad 220 eksponatów, prezentowanych na przestrzeni 3,3 tys. metrów kwadratowych.
Zbiory obejmują:
- motocykle i auta wyprodukowane na Łotwie (głównie przez Rīgas Autobusu Fabrika),
- samochody i motocykle sprzed II wojny światowej,
- limuzyny dawnych polityków radzieckich (kolekcja kremlowska), m.in. Rolls-Royce rozbity własnoręcznie przez Leonida Breżniewa w Moskwie w 1980 roku,
- auta i motocykle radzieckie,
- łotewskie motocykle sportowe,
- samochody i pojazdy sportowe,
- inne pojazdy zabytkowe i specjalne,
- pojazdy wojskowe.

## Wybrane modele

### Motocykle i motorowery
- Cezeta 502/00,  Czechosłowacja, 1960
- Harley-Davidson,  Stany Zjednoczone, 1947
- M-63 P Escort,  ZSRR, 1972 – używany przez milicję
- Pierce,  Wielka Brytania, 1910

### Samochody osobowe
- Audi Front UW,  III Rzesza, 1934
- BMW M1,  Niemcy, 1980
- BMW 328,  III Rzesza, 1939
- BMW Isetta,  Niemcy, 1961
- Buick Six,  Stany Zjednoczone, 1929
- Buick Eight Special,  Stany Zjednoczone, 1939
- Hanomag, typ 13,  III Rzesza, 1939
- Horch 853,  III Rzesza, 1936
- GAZ-12 ZIM,  ZSRR, 1956
- GAZ-13 Czajka,  ZSRR, 1974
- GAZ-64,  ZSRR, 1941
- GAZ-M1,  ZSRR, 1936
- GAZ-M20 Pobieda,  ZSRR, 1955
- Łada 2102 Żiguli,  ZSRR, 1974
- Moskwicz 400-420,  ZSRR, 1950
- Moskwicz 401-420,  ZSRR, 1956
- Moskwicz 408E,  ZSRR, 1968
- Moskwicz 410N,  ZSRR, 1958
- Moskwicz 423N,  ZSRR, 1958
- Moskwicz 426E,  ZSRR, 1974
- Packard Super Eight,  Stany Zjednoczone, 1937
- Renault 10 CV,  Francja, 1928
- Renault 4L Parisienne,  Francja, 1966

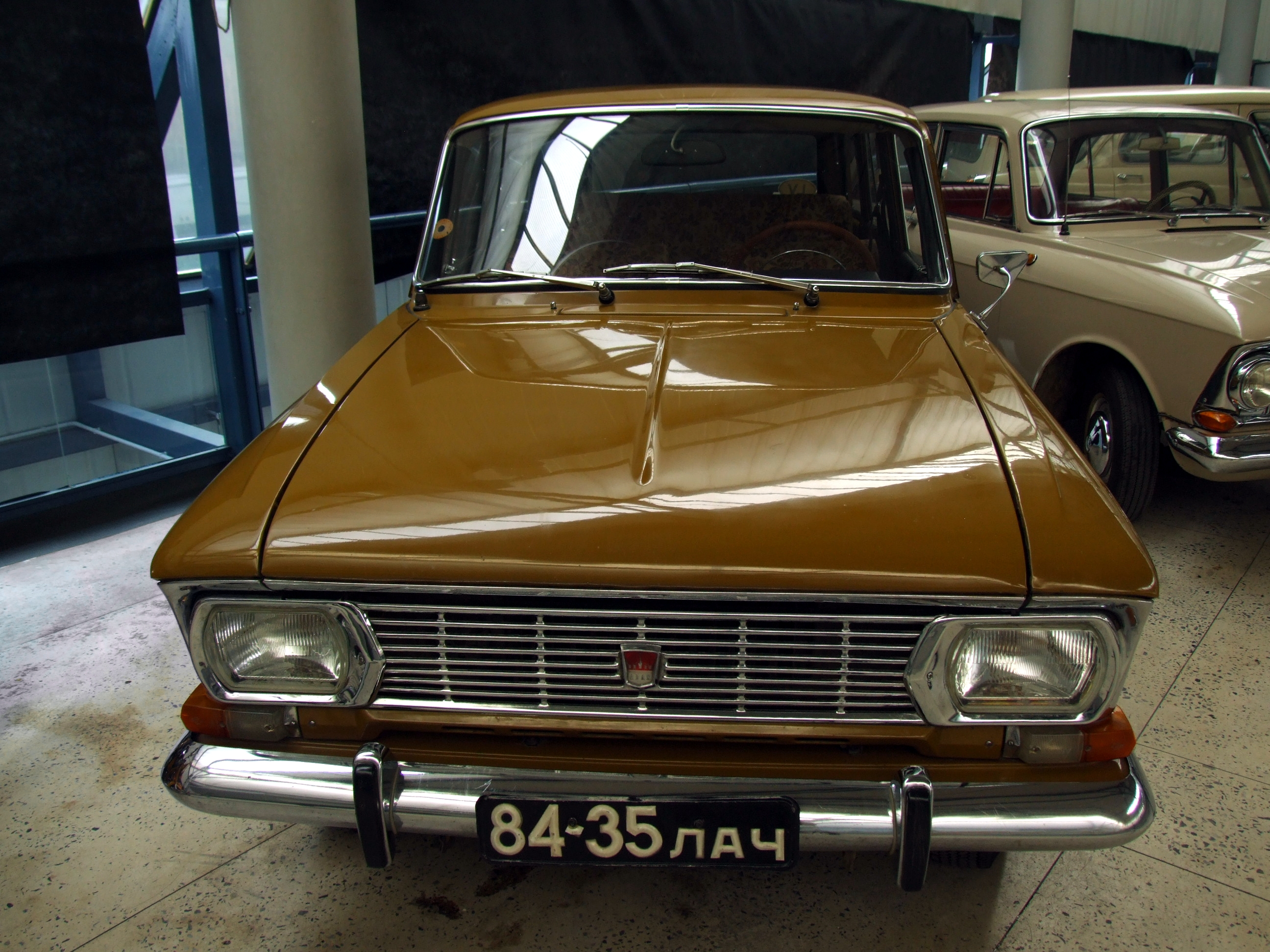
Moskwicz 426 E

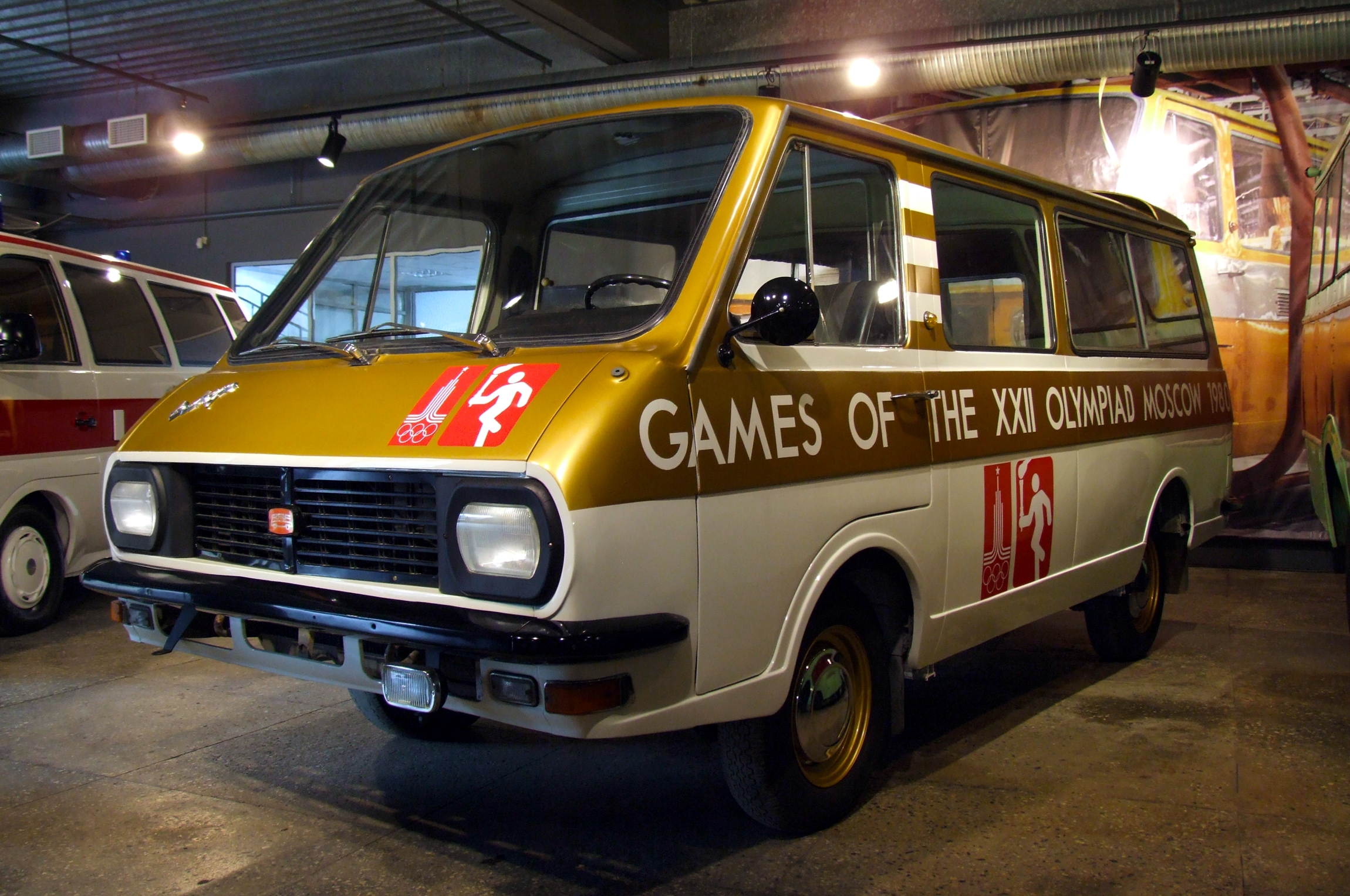
RAF-2907

- Rolls-Royce Silver Shadow,  Wielka Brytania, 1966 – rozbity przez L. Breżniewa
- SZA-M,  ZSRR, 1967 – mikrosamochód
- Wanderer W240,  III Rzesza, 1935
- Willys-Overland Jeepster,  Stany Zjednoczone, 1949
- Wołga GAZ 21 L,  ZSRR, 1962
- Wołga GAZ 22 M,  ZSRR, 1964
- ZiŁ-111,  ZSRR, 1963
- ZiŁ-112S,  ZSRR, 1962
- ZiS-110B,  ZSRR, 1950

### Samochody ciężarowe i autobusy
- Magirus M45 L,  III Rzesza, 1935, wóz strażacki
- RAF-2907,  ZSRR, 1979 – samochód wybudowany na olimpiadę w Moskwie na podstawie modelu RAF-2203[1]
- RAF-976,  ZSRR, 1961 – autobus
- Russo-Balt Typ D,  Imperium Rosyjskie, 1912 – wóz strażacki

## Samochody wyścigowe
- ARVW Volkswagen,  Niemcy, 1980
- Pioneer 2-M,  ZSRR, 1961